# Старые Шальтямы
Ста́рые Шальтя́мы (чув. Кивӗ Шелттем) — деревня в Канашском районе Чувашской Республики. Входит в состав Шальтямского сельского поселения.

## География
Расстояние до столицы республики — города Чебоксары — 107 км, до районного центра — города Канаш — 23 км, до железнодорожной станции — Канаш — 23 км. Деревня расположена на левом берегу реки Урюм.
Часовой пояс
Деревня Старые Шальтямы, как и вся Чувашская Республика, находится в часовой зоне МСК (московское время). Смещение применяемого времени относительно UTC составляет +3:00.
Административно-территориальная принадлежность
В составе: Утинской волости Свияжского уезда, Старотябердинской (до 25 марта 1918 года), Тобурдановской волостей Цивильского уезда (до 1927 года), Канашского района (с 1 октября 1927 года):241.

Сельские советы: Старошальтямский (с 1 октября 1927 года), Шальтямский (с 20 августа 1964 года):241.

## История
Жители — до 1724 года ясачные, до 1866 года государственные крестьяне; занимались земледелием, животноводством, пчеловодством, лаптеплетением. В XIX веке функционировали водяная и ветряная мельницы, с 1902 года работала церковно-приходская школа, с 1919 года — школа 1-й ступени и библиотека-читальня. В 1929 году образован колхоз «Сталин».

По состоянию на 1 мая 1981 года населённые пункты Шальтямского сельского совета (в том числе деревня Старые Шальтямы) — в составе совхоза «За коммунизм»:87.
Религия
По состоянию на конец XIX — начало XX века жители деревни Старый Урюм (с околотками Старый и Новый) были прихожанами Святотроицкой церкви села Тобурданово (Деревянная, построена не позднее 1795 года, однопрестольная во имя Святых мучеников Козьмы и Домиана; вновь отстроена в 1892 году на средства прихожан: деревянная, с главным престолом во имя Святой Троицы, придел во имя Святых Косьмы и Домиана. Закрыта в 1937 году. Приход восстановлен в 1995 году.).
Историческое и прежние названия
Старый Урюм (околоток Старый Шальтям); Старые Урюмы с околотками Старый и Новый (1899), Старый Урюм (с околотками Старый и Новый) (1904).

## Население
| 2010 | 2012 |
| ---- | ---- |
| 294  | →294 |

Число дворов и жителей: в 1721 году — 155 мужчин; в 1795 — 55 дворов, 201 мужчина, 153 женщины; в 1858 (вместе с околотком Новый Шальтям) — 92 двора, 226 мужчин, 271 женщина; в 1897—157 мужчин, 144 женщины; в 1926 — 111 дворов, 271 мужчина, 292 женщины; в 1939—288 мужчин, 351 женщина; в 1979—220 мужчин, 266 женщин; в 2002—128 дворов, 346 человек: 170 мужчин, 176 женщин; в 2010—105 частных домохозяйств, 294 человека: 147 мужчин, 147 женщин.
По данным Всероссийской переписи населения 2002 года в деревне проживали 346 человек, преобладающая национальность — чуваши (99 %).

## Инфраструктура
Функционирует ООО «Маяк» (по состоянию на 2010 год). 

Имеются клуб, фельдшерский пункт, 2 магазина.
Памятники и памятные места
Памятник воинам-землякам, павшим в Великой Отечественной войне 1941—1945 гг. (ул. Кооперативная).

## Уроженцы
- Сялгузь Пётр Николаевич[чуваш.] (Çăлкуç, псевдоним, наст. фам. Кузьмин; 1952, Старые Шальтямы, Канашский район — 2010, Чебоксары) — журналист, поэт, член Союза журналистов СССР (1977), член Союза писателей России (1997). Заслуженный работник культуры Чувашской Республики (1997)[11].
- Шурчанов Валентин Сергеевич (1947, Старые Шальтямы, Канашский район, Чувашская АССР — 2020, Москва, Россия) — советский и российский государственный и политический деятель, журналист.